# Globidrillia smirna
Globidrillia smirna é uma espécie de gastrópode do gênero Globidrillia, pertencente a família Drilliidae.